# Новая Тура (Свердловская область)
Новая Тура — деревня в Нижнетуринском муниципальном округе Свердловской области России. Ранее деревня входила в состав Платинского сельсовета города Нижней Туры.

## Географическое положение
Новая Тура расположена в 15 километрах (по дорогам в 18 километрах) к востоку-северо-востоку от города Нижней Туры, вблизи устья реки Токовой (правого притока реки Талицы, речной бассейн Тура). В полутора километрах к северо-северо-западу от деревни проходит Серовский тракт, а в четырёх километрах к юго-юго-востоку расположен остановочный пункт 58 км Свердловской железной дороги.

## История деревни
С 1838 года (после строительства церкви) поселение именовалось как село Новотурьинское. Село находилось вблизи трактовой дороги, идущей из Нижнетуринского завода в город Верхотурье. Главным занятием жителей с XIX века до начала XX века были раскопка и промывка старых золотых россыпей на приисках.

## Михаило-Архангельская церковь
В 1838 году на средства Горного Ведомства была заложена деревянная однопрестольная церковь. Храм был освящён во имя архангела Михаила в 1859 году. В приходе села состояли деревни Перевозная, Карелина, Волошная и Ванюшина. Церковь была закрыта в 1930 году, а в советское время сгорела.

## Инфраструктура, промышленность и транспорт
В деревне работают фельдшерский пункт, продуктовый магазин и сельхозкооператив ООО "Агро".
Добраться до деревни можно на пригородном автобусе из Нижней Туры.

## Население
| 2002 | 2010 | 2021 |
| ---- | ---- | ---- |
| 179  | ↘87  | ↗95  |